# Euonymus europaeus
La berretta del prete, fusaggine o evonimo (Euonymus europaeus L.) è una pianta angiosperma dicotiledone della famiglia delle Celastracee diffusa dall'Europa al Caucaso.
Alta dai 3 agli 8 metri, durante la primavera forma dei piccoli fiori bianchi ermafroditi che, in autunno, danno origine ai caratteristici frutti rossi (velenosi) dalla curiosa forma simile al cappello usato dai sacerdoti cattolici (da cui il nome). Cresce nei boschi misti di latifoglie.